# Rossmoneura calva
Rossmoneura calva är en insektsart som först beskrevs av Beamer 1946.  Rossmoneura calva ingår i släktet Rossmoneura och familjen dvärgstritar. Inga underarter finns listade i Catalogue of Life.